# Rainy〜愛の調べ〜
「Rainy〜愛の調べ〜」（レイニー・あいのしらべ）は、日本のヴィジュアル系ロックバンド・Janne Da Arcの15作目のシングル。

## 概要
- 前作「霞ゆく空背にして」から約4ヶ月ぶり、アルバム『ANOTHER STORY』からのリカットシングルである。リカットシングルは8thシングル「NEO VENUS」以来7作ぶりとなった。
- 表題曲は日本テレビ系『AX MUSIC-TV』MUSIC BANKに起用されており、「NEO VENUS」同様、カップリング曲が既発曲のライブ音源となっている。
- オリコンチャート初登場14位と、「feel the wind」以来4作ぶりにトップ10入りを逃したが、着うたフル部門においては日本レコード協会からゴールド認定を受けている。日本レコード協会からの認定はシングル・アルバム通じて今作が初となる。

## 収録曲
| 全作詞・作曲: yasu。 |                                                                     |           |            |                              |                                                                          |      |
| #                    | タイトル                                                            | 作詞      | 作曲・編曲 | 編曲                         |                                                                          | 時間 |
| 1.                   | 「Rainy〜愛の調べ〜 (Single Version)」                              | yasu      | yasu       | Janne Da Arc, 岡野ハジメ     | ストリングスアレンジ: 村山/桐山ストリングス 補ストリングスアレンジ: kiyo | 4:55 |
| 2.                   | 「Rainy〜愛の調べ〜 (New Vocal Edition)」                           | yasu      | yasu       | Janne Da Arc, 岡野ハジメ     | ストリングスアレンジ: 村山/桐山ストリングス 補ストリングスアレンジ: kiyo | 7:30 |
| 3.                   | 「Rainy〜愛の調べ〜 (Orgel Version)」                               | yasu      | yasu       | Janne Da Arc, 岡野ハジメ     |                                                                          | 1:32 |
| 4.                   | 「Dry?」(from 100th Memorial Live INFINITY 2002 at 武道館)          | yasu      | yasu       | yasu, Janne Da Arc, 秦野猛行 |                                                                          | 4:13 |
| 5.                   | 「feel the wind」(from 100th Memorial Live INFINITY 2002 at 武道館) | yasu      | yasu       | Janne Da Arc, 岡野ハジメ     | ストリングスアレンジ: 村山達哉                                           | 4:48 |
| 合計時間:            | 合計時間:                                                           | 合計時間: | 合計時間:  | 22:58                        |                                                                          |      |

### 楽曲解説
1. Rainy〜愛の調べ〜 (Single Version)
アルバム『ANOTHER STORY』収録曲のシングルバージョン。
2. Rainy〜愛の調べ〜 (New Vocal Edition)
アルバム『ANOTHER STORY』収録曲のボーカルを新録したバージョン。
3. Rainy〜愛の調べ〜 (Orgel Version)
アルバム『ANOTHER STORY』収録曲のオルゴールバージョン。
4. Dry? (from 100th Memorial Live LIVE INFINITY 2002 at 武道館)
2002年9月7日に日本武道館で開催された『LIVE INFINITY 2002』からのライブ音源。
5. feel the wind (from 100th Memorial Live LIVE INFINITY 2002 at 武道館)
2002年9月7日に日本武道館で開催された『LIVE INFINITY 2002』からのライブ音源。

## 参加ミュージシャン
Janne Da Arc
- yasu：Vocal
- you：Guitar
- ka-yu：Bass
- kiyo：Keyboards
- shuji：Drums

Additional Musician
- 岡野ハジメ：Tambourine & Additional Keyboards

## 収録アルバム
1. Rainy〜愛の調べ〜
  - 4thスタジオ・アルバム『ANOTHER STORY』にアルバムバージョンとして収録。
  - 1stベスト・アルバム『SINGLES』